# فلت‌راک (میشیگان)
فلت‌راک، میشیگان (به انگلیسی: Flat Rock, Michigan) یک شهر در ایالات متحده آمریکا با جمعیت ۹٬۸۷۸ نفر است که در میشیگان واقع شده‌است.